# Ана Чичерова
Ана Владимировна Чичерова (рус. Анна Владимировна Чичерова; Белаја Калитва, 22. јул 1982) је руска атлетичарка. Актуелна је олимпијска победница у дисциплини скок увис. Личним рекордом 203 цм, који је поставила на Светском првенству 2007. у Осаки, освојила је сребрну медаљу. На Олимпијским играма 2008. у Пекингу истим резултатом је освојила бронзану медаљу. На такмичењу у Загребу 2004. поставила је лични рекорд од 204 цм, да би га на првенству Русије у Чебоксарију подигла на 207 центиметара. Светска првакиња постала је 2011. у Тегуу скоком од 203 центиметра.
Чичерова је рођена у спортској породици. Отац Владимир је био скакач увис, а мајка кошаркашица. Месец након рођења породица Чичерова се преселила у Јереван, па у њеним документима као место рођења стоји Јереван, а не Белаја Калитва. После повратка породице из Јеревана у Белаја Калитви је пошла у школу. Завршила је Руски државни универзитет за физичку културу, спорт и туризам у Москви.
Чичерова је удата за бившег казахстанског спринтера - Генадија Черновола. У септембру 2010, добили су кћерку Нику.

## Награде
- Орден пријатељства (13. август 2012. год) — за допринос развоју физичке културе и спорта, високих спортских достигнућа на Олимпијских игара 2012. у Лондону.[3]
- Орден заслуга за отаџбину I степен (2. август 2009. год) — за допринос развоју физичке културе и спорта, високих спортских достигнућа на Олимпијским играма у Играма у Пекингу 2008[тражи се извор]
- Орден заслуга за отаџбину II степен (29. април 2003. год) — за допринос развоју националног спорта и високих личних резултата[4]
- Заслужни мајстор спорта Русије

## Лични рекорди
на отвореном 2,07 м 23. јул 2011. Чебоксари, Русија
у дворани 2,04 м 7. јануар 2003. Јекатеринбург, Русија
У дворани 2,04 м 7. фебруар 2004. Арнштат, Немачка

## Значајнији резултати
| Год.  | Такмичење                       | Место                    | Плас. | Рез. |
| ----- | ------------------------------- | ------------------------ | ----- | ---- |
| 2003. | Светско првенство у дворани     | Бирмингем, Енглеска      | 3     | 1,99 |
| 2003. | Светско првенство на отвореном  | Париз, Француска         | 6     | 1,95 |
| 2003. | ИААФ Светско атлетско финале    | Монако, Монако           | 8     | 1,83 |
| 2004. | Светско првенство у дворани     | Будимпешта, Мађарска     | 2     | 2,00 |
| 2004. | Олимпијске игре                 | Атина, Грчка             | 6     | 1,96 |
| 2004. | ИААФ Светско атлетско финале    | Монако, Монако           | 7     | 1,92 |
| 2005. | Европско првенство у дворани    | Мадрид, Шпанија          | 1     | 2,01 |
| 2005. | Универзијада                    | Измир, Турска            | 1     | 1,90 |
| 2005. | Светско првенство на отвореном  | Хелсинки, Финска         | 4     | 1,96 |
| 2005. | ИААФ Светско атлетско финале    | Монако, Монако           | 7     | 1,89 |
| 2006. | Европско првенство на отвореном | Гетеборг, Шведска        | 7     | 1,95 |
| 2006. | ИААФ Светско атлетско финале    | Штутгарт, Немачка        | 6     | 1,90 |
| 2007. | Европска првенства у дворани    | Бирмингем, Енглеска      | 5     | 1,92 |
| 2007. | Светско првенство               | Осака, Јапан             | 2     | 2,03 |
| 2007. | ИААФ Светско атлетско финале    | Штутгарт, Немачка        | 3     | 1,97 |
| 2008. | Олимпијске игре                 | Пекинг, Кина             | 3     | 2,03 |
| 2008. | ИААФ Светско атлетско финале    | Штутгарт, Немачка        | 2     | 1,99 |
| 2009. | Светско првенство               | Берлин, Немачка          | 2     | 2,02 |
| 2011. | Светско првенство               | Тегу, Јужна Кореја       | 1     | 2,03 |
| 2012. | Светско првенство у дворани     | Истанбул, Турска         | 2     | 1,95 |
| 2012. | Олимпијске игре                 | Лондон, Велика Британија | 1     | 2,05 |
| 2013. | Светско првенство               | Москва, Русија           | 3     | 1,97 |
| 2015. | Светско првенство               | Пекинг, Кина             | 3     | 2,01 |